# Torneo de Buenos Aires 2021
El Argentina Open 2021 fue un evento de tenis profesional de la categoría ATP 250 que se juega en tierra batida. Se trató de la 24.a edición del torneo que forma parte del ATP Tour 2021. Se disputó en Buenos Aires, Argentina del 1 al 7 de marzo del 2021 en el Buenos Aires Lawn Tennis Club.

## Distribución de puntos
| Modalidad            | Campeón | Finalista | Semifinales | Cuartos de final | 2ª ronda | 1ª ronda | Clasificados | 2ª ronda de clasificación | 1ª ronda de clasificación |
| Individual masculino | 250     | 165       | 100         | 50               | 25       | 0        | 13           | 7                         | 0                         |
| Dobles masculino     | 250     | 150       | 90          | 45               | 20       | 0        | -            | -                         | -                         |

## Sumario

### Día 1 (1 de marzo)
- Cabezas de serie eliminados: No hubo cabezas de serie eliminados en el Día 1
- Orden de juego

| Partidos en las canchas principales                      | Partidos en las canchas principales          | Partidos en las canchas principales          | Partidos en las canchas principales          |
| Partidos en el Court Central Guillermo Vilas             | Partidos en el Court Central Guillermo Vilas | Partidos en el Court Central Guillermo Vilas | Partidos en el Court Central Guillermo Vilas |
| Evento                                                   | Ganador                                      | Perdedor                                     | Resultado                                    |
| -------------------------------------------------------- | -------------------------------------------- | -------------------------------------------- | -------------------------------------------- |
| Individual masculino - Partido por la clasificación      | Francisco Cerúndolo [6]                      | Agustín Velotti [WC]                         | 6-4, 7-5                                     |
| Individual masculino - Primera ronda                     | Laslo Djere [7]                              | Marco Cecchinato                             | 6-7(4-7), 6-2, 6-3                           |
| Individual masculino - Primera ronda                     | Dominik Koepfer                              | Thiago Tirante [WC]                          | 2-6, 6-3, 6-4                                |
| Individual masculino - Primera ronda                     | Pablo Andújar [6]                            | Juan Ignacio Lóndero                         | 6-3, 6-0                                     |
| Individual masculino - Primera ronda                     | Thiago Monteiro                              | Roberto Carballés                            | 6-2, 6-3                                     |
| Partidos en Cancha 2                                     |                                              |                                              |                                              |
| Evento                                                   | Ganador                                      | Perdedor                                     | Resultado                                    |
| Individual masculino - Partido por la clasificación      | Jaume Munar [1]                              | Daniel Altmaier [7]                          | 6-3, 6-4                                     |
| Individual masculino - Partido por la clasificación      | Sumit Nagal                                  | Nicolás Kicker [WC]                          | 2-6, 6-2, 6-3                                |
| Dobles masculino - Primera ronda                         | Ariel Behar [4] Gonzalo Escobar [4]          | Miomir Kecmanović Gianluca Mager             | 6-3, 6-7(9-11), [10-6]                       |
| Partidos en Cancha 3                                     |                                              |                                              |                                              |
| Evento                                                   | Ganador                                      | Perdedor                                     | Resultado                                    |
| Individual masculino - Partido por la clasificación      | Lukáš Klein                                  | Ernesto Escobedo                             | 6-2, 6-3                                     |
| Fondo de color indica los partidos de la sesión nocturna |                                              |                                              |                                              |

### Día 2 (2 de marzo)
- Cabezas de serie eliminados:
  - Dobles masculino:  Marcelo Demoliner /  Santiago González [2]
- Orden de juego

| Partidos en las canchas principales                      | Partidos en las canchas principales          | Partidos en las canchas principales          | Partidos en las canchas principales          |
| Partidos en el Court Central Guillermo Vilas             | Partidos en el Court Central Guillermo Vilas | Partidos en el Court Central Guillermo Vilas | Partidos en el Court Central Guillermo Vilas |
| Evento                                                   | Ganador                                      | Perdedor                                     | Resultado                                    |
| -------------------------------------------------------- | -------------------------------------------- | -------------------------------------------- | -------------------------------------------- |
| Individual masculino - Primera ronda                     | Gianluca Mager                               | Salvatore Caruso                             | 7-6(7-5), 6-4                                |
| Individual masculino - Primera ronda                     | Jaume Munar [Q]                              | Facundo Díaz Acosta [WC]                     | 7-6(7-5), 6-3                                |
| Individual masculino - Primera ronda                     | Francisco Cerúndolo [Q]                      | Federico Coria                               | 6-4, 7-5                                     |
| Individual masculino - Primera ronda                     | Frances Tiafoe [8]                           | Facundo Bagnis [SE]                          | 6-1, 6-3                                     |
| Individual masculino - Primera ronda                     | Federico Delbonis                            | Juan Manuel Cerúndolo [SE]                   | 6-4, 7-6(7-2)                                |
| Partidos en Cancha 2                                     |                                              |                                              |                                              |
| Evento                                                   | Ganador                                      | Perdedor                                     | Resultado                                    |
| Individual masculino - Primera ronda                     | Lukáš Klein [Q]                              | Andrej Martin                                | 6-4, 6-3                                     |
| Individual masculino - Primera ronda                     | Sumit Nagal [Q]                              | João Sousa                                   | 6-2, 6-0                                     |
| Dobles masculino - Primera ronda                         | André Göransson Thiago Monteiro              | Marcelo Demoliner [2] Santiago González [2]  | 6-4, 6-2                                     |
| Individual masculino - Primera ronda                     | Albert Ramos Viñolas [5]                     | Holger Vitus Nødskov Rune                    | 2-6, 6-4, 6-3                                |
| Dobles masculino - Primera ronda                         | Simone Bolelli [3] Máximo González [3]       | Facundo Díaz Acosta [WC] Thiago Tirante [WC] | 7-6(7-5), 6-1                                |
| Fondo de color indica los partidos de la sesión nocturna |                                              |                                              |                                              |

### Día 3 (3 de marzo)
- Cabezas de serie eliminados:
  - Individual masculino:  Cristian Garín [2]
- Orden de juego

| Partidos en las canchas principales                      | Partidos en las canchas principales          | Partidos en las canchas principales            | Partidos en las canchas principales          |
| Partidos en el Court Central Guillermo Vilas             | Partidos en el Court Central Guillermo Vilas | Partidos en el Court Central Guillermo Vilas   | Partidos en el Court Central Guillermo Vilas |
| Evento                                                   | Ganador                                      | Perdedor                                       | Resultado                                    |
| -------------------------------------------------------- | -------------------------------------------- | ---------------------------------------------- | -------------------------------------------- |
| Individual masculino - Segunda ronda                     | Miomir Kecmanović [4]                        | Thiago Monteiro                                | 5-7, 6-3, 6-4                                |
| Individual masculino - Segunda ronda                     | Albert Ramos Viñolas [5]                     | Dominik Koepfer                                | 7-5, 6-4                                     |
| Individual masculino - Segunda ronda                     | Laslo Djere [7]                              | Federico Delbonis                              | 7-6(7-1), 6-3                                |
| Individual masculino - Segunda ronda                     | Sumit Nagal [Q]                              | Cristian Garín [2]                             | 6-4, 6-3                                     |
| Partidos en Cancha 2                                     |                                              |                                                |                                              |
| Evento                                                   | Ganador                                      | Perdedor                                       | Resultado                                    |
| Dobles masculino - Primera ronda                         | Austin Krajicek [1] Franko Škugor [1]        | Pablo Andújar Jaume Munar                      | 2-6, 6-3, [10-8]                             |
| Dobles masculino - Primera ronda                         | Francisco Cerúndolo [WC] Federico Coria [WC] | Nicholas Monroe Artem Sitak                    | 3-6, 7-6(7-3), [10-7]                        |
| Dobles masculino - Primera ronda                         | Oliver Marach Luis David Martínez            | Romain Arneodo Benoît Paire                    | 6-4, 3-6, [11-9]                             |
| Dobles masculino - Primera ronda                         | Tomislav Brkić Nikola Čačić                  | Roberto Carballés [Alt] Salvatore Caruso [Alt] | 6-3, 6-4                                     |
| Dobles masculino - Primera ronda                         | Dominik Koepfer João Sousa                   | Guillermo Durán Andrés Molteni                 | 6-2, 6-1                                     |
| Fondo de color indica los partidos de la sesión nocturna |                                              |                                                |                                              |

### Día 4 (4 de marzo)
- Cabezas de serie eliminados:
  - Individual masculino:  Benoît Paire [3],  Frances Tiafoe [8]
  - Dobles masculino:  Simone Bolelli /  Máximo González [3]
- Orden de juego

| Partidos en las canchas principales                      | Partidos en las canchas principales          | Partidos en las canchas principales          | Partidos en las canchas principales          |
| Partidos en el Court Central Guillermo Vilas             | Partidos en el Court Central Guillermo Vilas | Partidos en el Court Central Guillermo Vilas | Partidos en el Court Central Guillermo Vilas |
| Evento                                                   | Ganador                                      | Perdedor                                     | Resultado                                    |
| -------------------------------------------------------- | -------------------------------------------- | -------------------------------------------- | -------------------------------------------- |
| Individual masculino - Segunda ronda                     | Pablo Andújar [6]                            | Gianluca Mager                               | 6-4, 7-6(7-5)                                |
| Individual masculino - Segunda ronda                     | Francisco Cerúndolo [Q]                      | Benoît Paire [3]                             | 4-6, 6-3, 6-1                                |
| Individual masculino - Segunda ronda                     | Jaume Munar [Q]                              | Frances Tiafoe [8]                           | 7-6(7-4), 6-4                                |
| Individual masculino - Segunda ronda                     | Diego Schwartzman [1]                        | Lukáš Klein [Q]                              | 6-4, 6-2                                     |
| Partidos en Cancha 2                                     |                                              |                                              |                                              |
| Evento                                                   | Ganador                                      | Perdedor                                     | Resultado                                    |
| Dobles masculino - Cuartos de final                      | Tomislav Brkić Nikola Čačić                  | André Göransson Thiago Monteiro              | Walkover                                     |
| Dobles masculino - Cuartos de final                      | Dominik Koepfer João Sousa                   | Simone Bolelli [3] Máximo González [3]       | 4-6, 7-6(7-4), [10-5]                        |
| Dobles masculino - Cuartos de final                      | Austin Krajicek [1] Franko Škugor [1]        | Francisco Cerúndolo [WC] Federico Coria [WC] | 6-4, 6-2                                     |
| Fondo de color indica los partidos de la sesión nocturna |                                              |                                              |                                              |

### Día 5 (5 de marzo)
- Cabezas de serie eliminados:
  - Individual masculino:  Pablo Andújar [6],  Laslo Djere [7]
- Orden de juego

| Partidos en las canchas principales                      | Partidos en las canchas principales          | Partidos en las canchas principales          | Partidos en las canchas principales          |
| Partidos en el Court Central Guillermo Vilas             | Partidos en el Court Central Guillermo Vilas | Partidos en el Court Central Guillermo Vilas | Partidos en el Court Central Guillermo Vilas |
| Evento                                                   | Ganador                                      | Perdedor                                     | Resultado                                    |
| -------------------------------------------------------- | -------------------------------------------- | -------------------------------------------- | -------------------------------------------- |
| Individual masculino - Cuartos de final                  | Albert Ramos Viñolas [5]                     | Sumit Nagal [Q]                              | 4-6, 6-2, 7-5                                |
| Individual masculino - Cuartos de final                  | Francisco Cerúndolo [Q]                      | Pablo Andújar [6]                            | 1-6, 6-3, 6-2                                |
| Individual masculino - Cuartos de final                  | Miomir Kecmanović [4]                        | Laslo Djere [7]                              | 6-4, 7-6(8-6)                                |
| Individual masculino - Cuartos de final                  | Diego Schwartzman [1]                        | Jaume Munar [Q]                              | 6-2, 7-5                                     |
| Partidos en Cancha 2                                     |                                              |                                              |                                              |
| Evento                                                   | Ganador                                      | Perdedor                                     | Resultado                                    |
| Dobles masculino - Cuartos de final                      | Ariel Behar [4] Gonzalo Escobar [4]          | Oliver Marach Luis David Martínez            | 6-2, 7-6(7-3)                                |
| Dobles masculino - Semifinales                           | Tomislav Brkić Nikola Čačić                  | Dominik Koepfer João Sousa                   | 3-6, 7-6(7-5), [10-5]                        |
| Fondo de color indica los partidos de la sesión nocturna |                                              |                                              |                                              |

### Día 6 (6 de marzo)
- Cabezas de serie eliminados:
  - Individual masculino:  Albert Ramos Viñolas [5]
  - Dobles masculino:  Austin Krajicek /  Franko Škugor [1]
- Orden de juego

| Partidos en las canchas principales                      | Partidos en las canchas principales          | Partidos en las canchas principales          | Partidos en las canchas principales          |
| Partidos en el Court Central Guillermo Vilas             | Partidos en el Court Central Guillermo Vilas | Partidos en el Court Central Guillermo Vilas | Partidos en el Court Central Guillermo Vilas |
| Evento                                                   | Ganador                                      | Perdedor                                     | Resultado                                    |
| -------------------------------------------------------- | -------------------------------------------- | -------------------------------------------- | -------------------------------------------- |
| Individual masculino - Semifinales                       | Francisco Cerúndolo [Q]                      | Albert Ramos Viñolas [5]                     | 7-6(7-5), 3-6, 6-2                           |
| Individual masculino - Semifinales                       | Diego Schwartzman [1]                        | Miomir Kecmanović [4]                        | 6-0, 6-4                                     |
| Dobles masculino - Semifinales                           | Ariel Behar [4] Gonzalo Escobar [4]          | Austin Krajicek [1] Franko Škugor [1]        | 7-6(8-6), 4-6, [10-3]                        |
| Fondo de color indica los partidos de la sesión nocturna |                                              |                                              |                                              |

### Día 7 (7 de marzo)
- Cabezas de serie eliminados:
  - Dobles masculino:  Ariel Behar /  Gonzalo Escobar [4]
- Orden de juego

| Partidos en las canchas principales                      | Partidos en las canchas principales          | Partidos en las canchas principales          | Partidos en las canchas principales          |
| Partidos en el Court Central Guillermo Vilas             | Partidos en el Court Central Guillermo Vilas | Partidos en el Court Central Guillermo Vilas | Partidos en el Court Central Guillermo Vilas |
| Evento                                                   | Ganador                                      | Perdedor                                     | Resultado                                    |
| -------------------------------------------------------- | -------------------------------------------- | -------------------------------------------- | -------------------------------------------- |
| Dobles masculino - Final                                 | Tomislav Brkić Nikola Čačić                  | Ariel Behar [4] Gonzalo Escobar [4]          | 6-3, 7-5                                     |
| Individual masculino - Final                             | Diego Schwartzman [1]                        | Francisco Cerúndolo [Q]                      | 6-1, 6-2                                     |
| Fondo de color indica los partidos de la sesión nocturna |                                              |                                              |                                              |

## Cabezas de serie

### Individuales masculino
| Tenista           | Ranking | Preclasificado |
| Diego Schwartzman | 9       | 1              |
| Christian Garín   | 22      | 2              |
| Benoît Paire      | 29      | 3              |
| Miomir Kecmanović | 41      | 4              |
| Albert Ramos      | 47      | 5              |
| Pablo Andújar     | 55      | 6              |
| Laslo Djere       | 59      | 7              |
| Frances Tiafoe    | 62      | 8              |

- Ranking del 22 de febrero de 2021.[2]

### Dobles masculino
| Tenistas                            | Ranking | Preclasificado |
| Austin Krajicek Franko Škugor       | 74      | 1              |
| Marcelo Demoliner Santiago González | 93      | 2              |
| Simone Bolelli Máximo González      | 115     | 3              |
| Ariel Behar Gonzalo Escobar         | 123     | 4              |

## Campeones

### Individual masculino
Diego Schwartzman venció a  Francisco Cerúndolo por 6-1, 6-2.

### Dobles masculino
Tomislav Brkić /  Nikola Čačić vencieron a  Ariel Behar /  Gonzalo Escobar por 6-3, 7-5